# 佩恩特德峰
佩恩特德峰（英語：Painted Peak）是南極洲的山峰，位於麥克羅伯特森地，屬於北馬遜山脈的一部分，海拔高度710米，挪威製圖師根據該國探險隊拍攝的空中照片繪入地圖，現時由南極條約體系管理。